# Oursbelille
Oursbelille è un comune francese di 1 238 abitanti situato nel dipartimento degli Alti Pirenei nella regione dell'Occitania.

## Società

### Evoluzione demografica
Abitanti censiti